# Parque do Vale do Silêncio
O Parque Urbano do Vale do Silêncio, também conhecido como Mata do Vale do Silêncio ou Mata dos Olivais, é um jardim público situado em Lisboa, na freguesia de Olivais. Fica localizado na área entre os seguintes arruamentos: Avenida de Berlim, Avenida Cidade de Lourenço Marques, Rua Cidade de Nova Lisboa e Rua Cidade de Malange.
O Parque possui 9 hectares, tendo sido um projecto de Manuel Sousa da Câmara, em 1950  e desenhado por Álvaro Dentinho.
O Vale do Silêncio é considerado um dos melhores lugares para correr em Lisboa. Bastante utilizado pela população local, este parque é recomendado para quem procura uma corrida relaxada e segura. A sua área é quase toda relvada com caminhos asfálticos, via ciclável, bebedouros e circuitos de manutenção.
Por edital da Câmara Municipal de Lisboa de 12 de outubro de 2020, foi oficializada a designação do parque como Parque do Vale do Silêncio.